# Гиньяр, Аристид
Жан-Луи Аристид Гиньяр (фр. Jean-Louis Aristide Hignard; 20 мая 1822, Нант — 20 марта 1898, Вернон) — французский композитор, друг известного писателя-фантаста Жюля Верна.

## Биография
Аристид Гиньяр происходил из Нанта и по приезде в Париж завёл дружбу с Жюлем Верном, который проживал неподалёку и тоже был родом из Нанта. Ещё никому неизвестный писатель написал песни-шансон для музыкальных произведений Гиньяра. Композитор вошёл в круг приятелей Верна, организовавшими обеденный клуб «Одиннадцать холостяков» (фр. Onze-sans-femme). Здесь Гиньяр познакомился с музыкантами Виктором Массе и Лео Делибэ.
Гиньяр был учеником Фроманталя Галеви в Парижской Высшей национальной консерватории музыки и танца, а затем становится сам преподавателем и даёт уроки Эмманюэлю Шабрие. В 1850 году Гиньяр удостоился Римской премии второй степени в области музыки. В 1851 году он написал одноактную оперу «Le Visionnaire» («Провидец»).
В июле 1858 года Верн и его друг Аристид Гиньяр воспользовались предложением брата Гиньяра отправиться в морское путешествие из Бордо в Ливерпуль и Шотландию. По мотивам поездки зимой и весной 1859—1860 годов Верн написал «Путешествие в Англию и Шотландию задом наперёд», которое впервые вышло из печати в 1989 году. В 1861 году они посетили Скандинавию. Верн оставил в Дании Гиньяра и поспешил в Париж, но не успел к рождению своего единственного родного сына Мишеля.
В 1868 году Гиньяр написал оперу «Гамлет» по одноимённой трагедии У. Шекспира, над которой долго и кропотливо работал. В 1871 году она принесла ему премию Академии изящных искусств. Успех продлился недолго, — его затмила слава новой оперы «Гамлет» композитора Амбруаза Тома. Скромный и застенчивый Гиньяр вновь увидел свою оперу в постановке нантского Театра Граслин 21 апреля 1888 года. Также Гиньяр писал музыкальное сопровождение для опер комик Верна.
Скончался Гиньяр в одиночестве, парализованный и всеми забытый, в 1898 году в Верноне, куда удалился.

## Произведения
- 1850 — Тысяча и вторая ночь[фр.] / La Mille et deuxième nuit: музыка на одноактную оперу Жюля Верна. Не ставилась.
- 1851 — Провидец / Le Visionnaire. Одноактная опера.
- 1853 — Le Colin-maillard: опера комик одного акта, либретто Жюля Верна и Мишеля Карре.
- 1855 — Les Compagnons de la Marjolaine: опера комик одного акта, либретто Жюля Верна и Мишеля Карре
- 1858 — Сеньор Шимпанзе / Monsieur de Chimpanzé, opérette, либретто Жюля Верна
- 1860 — Арденский трактир / L’Auberge des Ardennes, опера комик одного акта, либретто Жюля Верна и Мишеля Карре.
- 1860 — Le Nouveau Pourceaugnac ставился в Театре Буфф-Паризьен.
- 1861 — Музыканты оркестра / Les Musiciens de l’orchestre, совместно с Лео Делибэ
- 1868 — Гамлет / Hamlet, лирическая драма в пяти актах, либретто Пьера де Гараля, по трагедии Шекспира.
- 1857—1863 — Рифмы и мелодии / Rimes et mélodies, recueils de musique sur des poèmes de Jules Verne

В 2005 году Академия Бретани и стран Луары записала CD-диск с неизданными мелодиями Гиньяра. Музыка Хигнарда и Дюфрена. Сюда включены стихотворения Жюля Верна, которые читает Франсуаза Массе (Françoise Masset) под фортепианный аккомпанемент Эмманюэля Строссера (Emmanuel Strosser).